# The Delgados
The Delgados - szkocki zespół grający symphonic pop i indie rock. Powstał w Hamilton (South Lanarkshire) w 1994. W skład grupy wchodzili: Alun Woodward, Stewart Henderson, Paul Savage i Emma Pollock. Zespół zakończył działalność w 2005 roku. Nazwa zespołu wzięła się od nazwiska zwycięzcy Tour de France Pedro Delgado.

## Dyskografia
- Domestiques (1996, LP / CD)
- BBC Sessions (Strange Fruit, 1997 CD)
- Peloton (1998, LP / CD)
- The Great Eastern (2000, LP / CD)
- Live at the Fruitmarket (2001, CD)
- Hate (2002, Mantra LP / CD)
- Universal Audio (2004, LP / CD)
- The Complete BBC Peel Sessions (2006, CD)